# Escut de Sant Feliu de Codines

Escut oficial de Sant Feliu de Codines

L'escut oficial de Sant Feliu de Codines té el següent blasonament:
Escut caironat: d'atzur, un mont de penyes d'or movent de la punta acompanyat al cap d'una mola d'argent a la destra i d'una palma d'or posada en pal enfilant una corona de llorer d'argent a la sinistra. Per timbre una corona mural de vila.
Va ser aprovat el 12 de febrer de 1991 i publicat al DOGC el 27 de febrer del mateix any amb el número 1412. La mola i la corona de llorer amb la palma són els atributs del martiri de sant Feliu, patró de la vila. Feliu fou un màrtir del segle iv que van llançar al mar amb una pedra de molí lligada al coll. El mont de roques és un senyal parlant relatiu a les "codines" (o roques) del topònim.